# Sahuasiray (etnia)

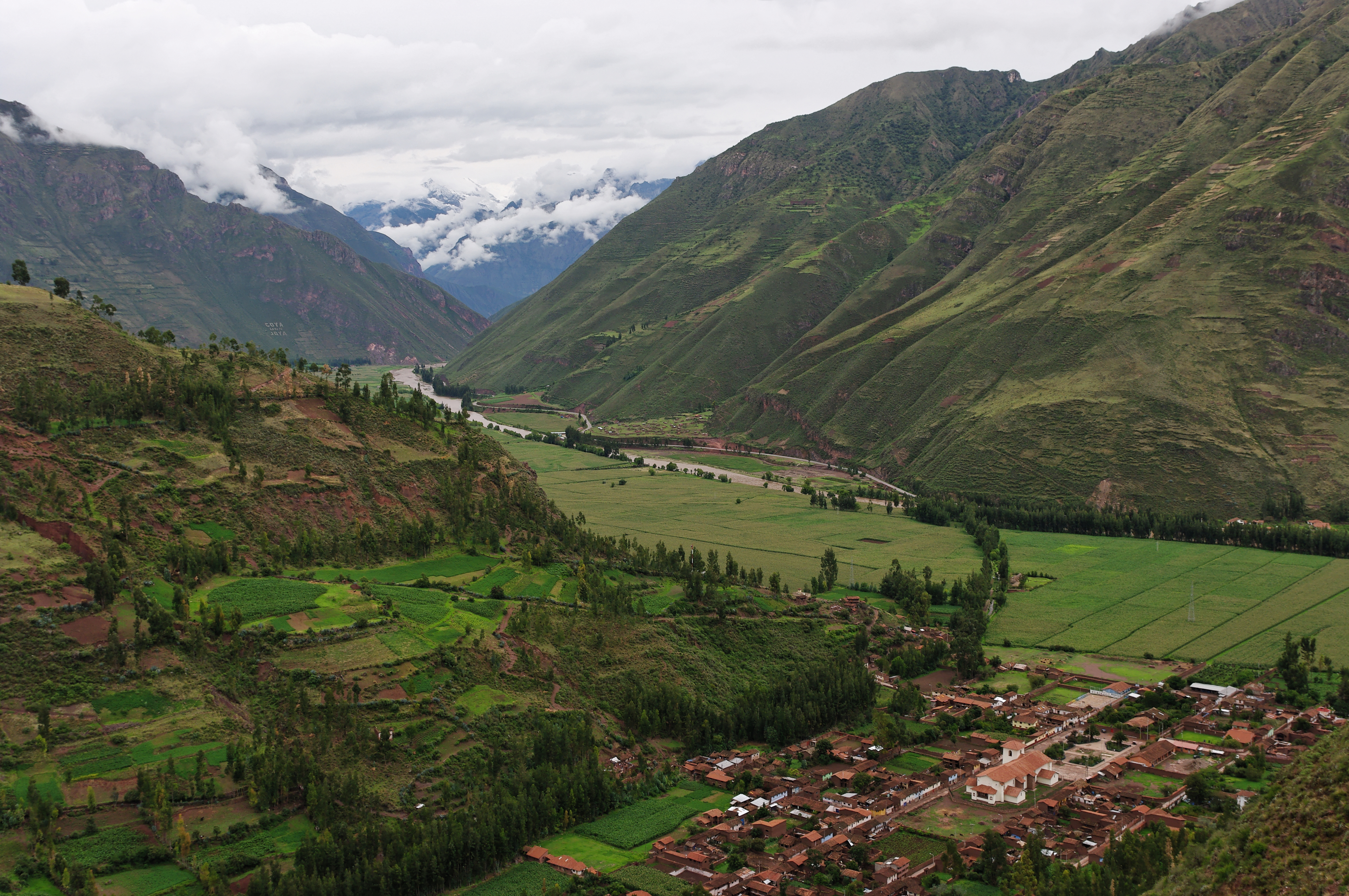
Valle del Cuzco

Grupo étnico que habitaba en el valle del Cuzco antes del advenimiento de los incas. El cronista Pedro Sarmiento de Gamboa los menciona en sus escritos como uno de los grupos más antiguos en la región.
Su origen era Sutijtoco, en el área Masca/Paruro. Su pacarina o lugar mítico de origen estaba en Pacaritambo. Cuando llegaron a Cuzco encontraron ya establecidos a los guallas quienes, al parecer, no les impidieron asentarse también en la comarca. Se ubicaron en el lugar donde después se construiría el Coricancha. Fueron dominados por los Incas en el siglo XIII d. C.